# Den morronen
Den morronen är ett musikalbum av Joakim Thåström, utgivet 11 februari 2015.

## Låtlista[2]
Text: Joakim Thåström. Musik spår 1, 5, 7 och 9: Joakim Thåström, spår 2, 4, 6: Thåström och Niklas Hellberg, spår 3 och 8: Per Hägglund.
1. "Gräsfläckar" (3.50)
2. "Den morronen" (4.37)
3. "Ner mot terminalen" (4.53)
4. "Kom med mig" (4.27)
5. "Alltid va på väg" (4.41)
6. "Slickar i mig det sista" (4.23)
7. "Gärna gjort det" (4.20)
8. "Långsamt genom" (4.04)
9. "Psalm" (3.38)

## Listplaceringar
| Lista (2015) | Topplacering |
| ------------ | ------------ |
| Norge        | 1            |
| Sverige      | 1            |

### Fotnoter
1. ↑  ”Thåström - Den morronen”. kritiker.se. http://kritiker.se/skivor/thastrom/den-morronen/. Läst 16 februari 2015.
2. ↑  ”SMDB - Den morronen”. SMDB. http://smdb.kb.se/catalog/id/003560243. Läst 16 februari 2015.
3. ↑  ”Den morronen”. Norwegiancharts. 5 mars 2015. http://norwegiancharts.com/showitem.asp?interpret=Th%E5str%F6m&titel=Den+morronen&cat=a. Läst 15 juni 2015.
4. ↑  ”Den morronen”. Swedishcharts. 5 mars 2015. http://www.swedishcharts.com/showitem.asp?interpret=Th%E5str%F6m&titel=Den+morronen&cat=a. Läst 15 juni 2015.